# Batalla de Łódź
La batalla de Łódź va tenir lloc el 8 de setembre de 1939, entre Polònia i Alemanya. L'exèrcit polonès era dirigit per Juliusz Rómmel. La Wehrmacht, molt superior als seus enemics, va vèncer i ocupar la ciutat.